# Cyrille Destombes
 (janvier 2020).
Pour les articles homonymes, voir Destombes.
Cyrille-Jean-Baptiste-Joseph Destombes (1819-1898) est un abbé et historien français. 

## Publications sélectives
- La Tradition des églises de Cambrai et d'Arras, 1861
- Notre-Dame de Grâce et le culte de la sainte Vierge à Cambrai et dans le Cambrésis, 1871
- Histoire de Saint-Amand, évêque missionnaire, et du christianisme chez les Francs du Nord au septième siècle, 1874
- Vie de Son Éminence le cardinal Régnier, archevêque de Cambrai, 1885
- Les Vies des saints et des personnes d'une éminente piété des diocèses de Cambrai et d'Arras, d'après leur circonscription ancienne et actuelle, 1887
- Histoire de l'église de Cambrai, 1890